# Escape en la prisión de Maze
La fuga de la prisión de Maze (conocida por el republicanismo irlandés como el gran escape o la gran evasión, tuvo lugar el 25 de septiembre de 1983 en el condado de Antrim (Irlanda del Norte). La "prisión de Maze de HM (su majestad)" (antes conocida como Long Kesh) era una cárcel de máxima seguridad considerada como una de las prisiones más seguras de toda Europa, donde se mantenía recluidos a participantes en campañas paramilitares durante el conflicto de Irlanda del Norte. Este escape fue la mayor fuga de una prisión acontecido en el Reino Unido en la historia, en la cual 38 prisioneros del ejército republicano irlandés (IRA), condenados por asesinatos y explosiones con bombas, escaparon por la zona H-Bloque 7 (H7). Durante la fuga, murió un funcionario de la cárcel, de un ataque al corazón y otros veinte resultaron heridos, entre los cuales, dos recibieron disparos de armas de fuego que los presos habían introducido de contrabando en la prisión. La fuga fue utilizada como elemento de propaganda por el IRA. La investigación oficial culpó en gran medida al personal de la cárcel, que posteriormente culpó de la huida a la interferencia política en el funcionamiento en la prisión.

## Fugas del IRA
Durante el conflicto de Irlanda del norte, los presos del IRA habían protagonizado varias escapadas de carácter masivo. El 17 de noviembre de 1971, nueve prisioneros apodados posteriormente, los "Crumlin Kangaroos", iniciaron una fuga de la prisión de Crumlin Road lanzando escaleras de cuerda por encima del muro; dos de los presos fueron capturados, pero siete lograron escapar y cruzar la frontera de Irlanda, para aparecer poco después en una conferencia de prensa en Dublín. El 17 de enero de 1972, siete internos del barco-prisión "HMS Maidstone" escaparon a nado de la nave. El 31 de octubre de 1973, tres destacados miembros del ejército republicano irlandés (IRA), entre los que se encontraba el antiguo líder Seamos Twoney, protagonizaron la fuga de la prisión Mountjoy en Dublín, al lograr que un helicóptero aterrizase en el patio de la prisión, en el que huyeron. La banda irlandesa Wolfe Tones escribió una canción en celebración a la fuga llamada "La canción del helicóptero", que se convirtió en un éxito de la música popular irlandesa.
19 miembros del IRA escaparon de la prisión de Portalouse el 18 de agosto de 1974, después de someter a los guardias y usar gelignita para atravesar las puertas, y 33 prisioneros intentaron escapar de la prisión de Maze el 6 de noviembre de 1974 tras haber cavado un túnel; un miembro del IRA murió a resultas de los disparos de una centinela, 29 otros prisioneros fueron capturados a unos metros de la prisión y los tres restantes fueron capturados en 24 horas. En marzo de 1975, diez prisioneros escaparon de la corte de Newry mientras se encontraban en un juicio por una evasión de la prisión de Maze. En esa lista de fugitivos se encontraba Larry Marley, quien posteriormente sería uno de los portagonistas del plan de huida de 1983. El 10 de junio de 1981, ocho miembros de la IRA que se encontraban detenidos; Angelo Fusco, Paul Magee y Joe Doherty, escaparon de la cárcel de Crumlin Road. Los prisioneros usaron tres armas que habían conseguido de contrabando y tuvieron a los oficiales de seguridad de la prisión como rehenes; hurtaron sus uniformes y salieron de la prisión.

## El escape de 1983
La prisión de Maze era considerada como una de las prisiones más seguras de toda Europa. Las vallas de 4,6 m de altura, cada bloque H estaba compuesto por una pared de hormigón de 5,5 m coronada con alambre de púas, y todas las puertas del complejo construidas con acero, se operaban electrónicamente. Los prisioneros habían planeado la fuga varios meses antes. Bobby Storey y Gerry Kelly habían comenzado a trabajar como camilleros en la H7, lo que les permitía identificar las debilidades de los sistemas de seguridad, y consiguieron introducir seis armas de fuego. Poco después de las 2:30 p. m. del 25 de septiembre de 1983 los prisioneros se hicieron con el control de la zona H7 y tomaron como rehenes a los funcionarios de la prisión e impidieron que activasen la alarma. Uno de los oficiales fue apuñalado con un cutter y otro fue derribado cuando le dispararon en la parte de atrás de la cabeza. Un oficial que intentaba evitar el escape fue disparado en la cabeza por Gerry Kelly, pero logró sobrevivir. Hacia las 2:50 p. m. los prisioneros habían tomado control de la H7 sin que la alarma hubiese sonado. Una docena de prisioneros tomó los uniformes de los policías, quienes fueron forzados a entregar las llaves de sus vehículos y a entregar detalles de dónde estaban los coches, para su posible uso durante la fuga. Un grupo quedó en retaguardia para vigilar a los rehenes y evitar que la alarma fuese accionada hasta que estuviesen seguros de que el escape marchaba adecuadamente, momento en el cual, volvieron a sus celdas. A las 3:25 p. m., un camión de entrega de suministros llegó a la entrada de la H7, donde Brendan McFalane y otros prisioneros los tomaron como rehenes y los llevaron dentro de H7. Advirtieron al conductor que el camión iba a ser usado en la fuga y le indicaron la ruta que debía tomar y cómo reaccionar en caso de que fuera detenido. Bobby Storey le dijo al chófer: "ese hombre (Gerry Kelly) tiene una sentencia de 30 años y te disparará sin dudarlo. No tiene nada qué perder".
A las 3:50 los prisioneros dejaron la zona H7 con el chófer con el pie atado al embrague. 37 prisioneros se subieron al camión, mientras Gerry Kelly apuntaba a la cabeza del conductor, a quien le dijeron que en la cabina había sido instalada una trampa cazabobos con una granada. A las 4 de la tarde el camión se dirigió hacia la puerta principal de la prisión, donde los prisioneros iban a tratar de capturar la puerta de entrada. 10 prisioneros vestidos con uniformes y armados con pistolas y punzones bajaron del camión y entraron por la puerta principal, donde tomaron a más oficiales como rehenes. A las 4:05 p. m. los funcionarios de la prisión hicieron frente al ataque y uno de ellos pulsó el botón de la alarma. Cuando el cuarto de control de emergencia respondió vía el intercomunicador, un oficial dijo -mientras tenía un arma apuntada a su cabeza- que el botón había sido pulsado accidentalmente. En esos momentos los prisioneros trataban de mantener el control en la entrada principal debido al número de rehenes que habían acumulado. Los funcionarios que llegaban al trabajo en ese momento para el cambio de turno, entraron a la zona de recepción desde el exterior de la prisión y se les ordenó a punta de pistola que se unieran a los otros rehenes. El oficial, James Ferris, trató de correr desde la entrada principal hasta la puerta peatonal para accionar la alarma, perseguido por Dermot Finucane. Ferris que ya había recibido tres puñaladas en el pecho, cayó desplomado antes de que pudiese pulsara la alarma.

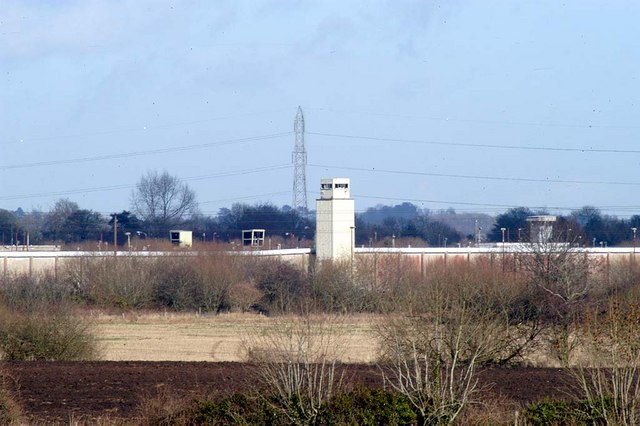
Vista de la cárcel de Maze

Finucane continuó el camino hacia la puerta peatonal donde apuñaló al oficial que controlaba la puerta, y a dos oficiales que acababan de entrar a su turno en la prisión. Este incidente fue visto por un soldado de guardia que se encontraba en una torre de vigilancia e informó al ejército de operaciones que había visto a unos oficiales teniendo una pelea. El ejército de operaciones llamó al cuarto de control de emergencia, quienes respondieron que todo estaba en orden y que el botón de alarma había sido apretado accidentalmente un poco antes. A las 4:12 p. m. la alarma volvió a ser accionada por un oficial de la entrada principal que pudo librarse de donde estaba secuestrado y llamó al cuarto de control de emergencia; sin embargo, era demasiado tarde para evitar la fuga. Después de varios intentos los prisioneros lograron abrir la puerta principal y esperaron a los prisioneros que se encontraban en la puerta de entrada para que se subieran al camión. En esos momentos, dos guardias de seguridad de la prisión bloquearon la salida con sus automóviles y forzaron a los prisioneros a abandonar el camión e intentar escapar por la valla exterior que se encontraba a 25 metros de distancia.
Cuatro presos atacaron a uno de los oficiales y robaron su coche, con el que condujeron hacia la puerta exterior, donde se estrellaron contra otro automóvil cerca de la puerta y abandonaron el coche. Dos de los ocupantes escaparon por la puerta, uno fue capturado mientras salía del vehículo y otro fue capturado después de ser perseguido por un soldado. En la puerta de entrada, uno de los guardias fue disparado en la pierna mientras perseguía a dos prisioneros que aún no habían llegado a la valla exterior. El prisionero que le disparó fue capturado después de ser herido por una bala por un soldado de la torre de vigilancia. Los otros prisioneros escaparon pasando por encima de la valla y a las 4:18 p. m. la puerta de entrada quedó cerrada y la prisión asegurada después de que 35 prisioneros hubieran sobrepasado el perímetro de la prisión. El escape fue el más grande conocido en la historia británica, y el más grande en Europa desde la Segunda Guerra Mundial.
Fuera de la prisión, el IRA habían planeado una operación logística de apoyo en la que participaron 100 miembros armados, Sin embargo, un error de cálculo de cinco minutos en salir de la prisión, los presos no encontraron ningún vehículo que los estuviera esperando y se vieron forzados a huir a través del campo o en autos robados. El ejército británico y la Royal Ulster Constabulary activaron inmediatamente un plan de contingencia y a las 4:25 p. m. se había establecido un gran número de puestos de control en los alrededores de la cárcel y más tarde otros en posiciones estratégicas en toda Irlanda del Norte, que dieron como resultado la captura de uno de los presos huidos a las 11:00 p. m. Durante la huida, fueron heridos 20 guardias de la prisión, 13 fueron golpeados, 4 apuñalados, 2 disparados, y uno, James Ferris, murió después de haber  sido apuñalado y sufrido un ataque al corazón durante la fuga.

## Reacción
La fuga fue un golpe propagandístico y moral para el IRA. La primera ministra británica, Margaret Thatcher, hizo una declaración en Ottawa durante una visita a Canadá, en la que manifestaba: "Es la [fuga] más grave de nuestra historia actual, y debe haber una investigación muy profunda". Un día después del escape, el secretario de estado de Irlanda del Norte, Jim Prior, anunció una investigación, que sería llevada a cabo por el inspector jefe de prisiones de su majestad, James Hennessy.
El informe de Hennessy Report que se publicó el 26 de enero de 1984, atribuyó la mayor parte de la culpa del escape al personal de la prisión e hizo una serie de recomendaciones para mejorar la seguridad de la prisión. El reportaje también atribuyó responsabilidad a los diseñadores de la prisión, a la oficina de Irlanda del Norte y a los sucesivos directores de la prisión que habían fallado en la mejora de la seguridad. Prior anunció que el director de la prisión había dimitido, y que no habría ceses ni dimisiones de ningún ministro como resultado de la conclusiones del informe. Cuatro días después de la publicación del informe Hennessy, el ministro de prisiones Nicholas Scott, rechazó las alegaciones de la Asociación de directores de prisiones y la asociación de oficiales de prisiones de que la fuga se debía a interferencias políticas en el funcionamiento de las cárceles. El 25 de octubre de 1984, 19 prisioneros comparecieron ante un tribunal con cargos relacionados con la muerte del oficial James Ferris, 16 de ellos fueron acusados de su asesinato. Un patólogo estableció que las heridas provocadas por las puñaladas de Ferris no habrían causado la muerte a un hombre sano. El juez absolvió a los 16 presos ya que no podía relacionar las puñaladas con el ataque al corazón.

## Fugitivos
El primer día después de la fuga fueron capturados quince fugitivos, cuatro de los cuales fueron descubiertos mientras se encondian bajo el agua en el río cerca de la prisión usando cañas para respirar. otros cuatro fugitivos fueron capturados al cabo de dos días, entre los que se encontraban Hugh Corey y Patrick McIntyre quienes fueron capturados tras un asedio de dos horas de una granja aislada. De los 19 fugitivos restantes, 18 terminaron en la fortaleza republicana de condado de Armagh, donde miembros de la IRA se encargaron de trasladarlos a lugares seguros y se les dio la opción de regresar a la campaña armada de la IRA, o tener un trabajo con una nueva identidad en Estados Unidos.
El fugitivo, Kieran Fleming, se murió ahogado en el río Bannagh cerca de Kesh en diciembre de 1984, mientras intentaba escapar de una operación de las fuerzas Servicio Aéreo Especial (SAS, en la que murió también otro miembro de IRA, Antoine Mac Giolla Bhrighde. Gerard McDonnell fue capturado en Glasgow en junio de 1985 junto con otros cuatro miembros del IRA.
Séamus McElwaine fue asesinado por el SAS en Roslea en abril de 1986 y Gerry Kelly y Brendan McFarlane ingresaron de nuevo en prisión en diciembre de ese año después de haber sido extraditados de Países Bajos donde habían sido arrestados en enero de 1986, lo que dejó en doce, los fugitivos no capturados. Pádraig McKearney fue asesinado por la SAS junto con otros miembros de la IRA en mayo de 1987, lo que constituye la pérdida de más miembros en la IRA desde 1920. En noviembre de 1987, Paul Kane y el cerebro de la fuga, Dermot Finucane, fueron arrestados en Granard. Robert Russell fue extraditado a Irlanda del Norte en agosto de 1988 después de haber sido capturado en Dublín en 1984, y Paul Kane le siguió en abril de 1989. En marzo de 1990 la Corte Suprema de Irlanda bloqueó la extradición de James Pius Clarke y Dermot Finucane debido a que  "serían objetivos probables de malos tratos por parte del personal penitenciario" si volvían a la cárcel en Irlanda del Norte.
Kevin Barry Artt, Pól Brennan, James Smyth y Terrence Kirby, denominados como los "H-Bloque 4", fueron arrestados en los Estados Unidos entre 1992 y 1994 y pelearon en contra de la extradición. Smyth fue deportado al Norte de Irlanda en 1996 y regresó a prisión; fue liberado en 1998 como parte del acuerdo de viernes santo. Tony Kelly fue arrestado en Letterkenny, condado de Donegal en octubre de 1997, y superó el intento de deportación. En 2000 el gobierno británico anunció que las solicitudes de deportación para Brennan, Artt y Kirby fueron retiradas como parte del acuerdo de viernes santo. Los hombres fueron oficialmente denominados como fugitivos, pero en el 2003 el servicio de prisión de su majestad dijo que no estaban siendo perseguidos de manera activa. Dermot McNally, quien había estado viviendo en Irlanda, fue localizado en 1996, y Dermot Finucane recibió amnistía en enero del 2002, permitiéndoles a ambos volver a Irlanda del Norte si así lo deseaban. A pesar de que aquello, a Tony McAllister no se le fue concedida la amnistía para que pudiese regresar a su casa en Belfast. Para septiembre del 2003 dos de los fugitivos, Gerard Fryers y Séamus Campbell, no habían sido rastreados desde el escape. Más de 800 republicanos hicieron una fiesta en Donegal en septiembre del 2003 para celebrar el 20 aniversario del escape, el cual fue descrito por Donaldson como "insensible, inapropiado y totalmente innecesario."

## Intentos de escape posteriores
El 10 de agosto de 1984 el preso, Benjamin Redfern, miembro del Ulster Defence Association, intentó escapar de la prisión de Maze, pero murió después de ser capturado. El 7 de julio de 1991, los miembros del IRA, Nessan Quinlivan y Pearse McAuley, huyeron de la prisión de Brixton, donde estaban custodiados. Escaparon con un arma conseguida de contrabando y en la huida hirieron a un automovilista. El 9 de septiembre de 1994, seis presos incluyendo a un ladrón armado, Danny McNamee, y cuatro miembros de la IRA incluyendo a Paul Magee, escaparon de la prisión de Whitermoor. Los prisioneros, con posesión de dos armas, escalaron la pared de la prisión con sábanas amarradas. Un guardia fue disparado y herido durante el escape, y los prisioneros fueron atrapados luego de ser perseguidos por los guardias y la policía. En marzo de 1997, se descubruó un túnel de 12 m en la zona H7 de la prisión de Maze. El túnel estaba equipado con luces eléctricas. El 10 de diciembre de 1997 el preso del IRA, Liam Averill, mientras cumplía su sentencia de cadena perpetua por el asesinato de dos protestantes, escapó de la prisión de Maze disfrazado de mujer. Averill se mezcló entre un grupo de familiares que habían visitado la prisión en el día de Navidad.